# Cosmophorus harrysi
Cosmophorus harrysi är en stekelart som beskrevs av Van Achterberg 2000. Cosmophorus harrysi ingår i släktet Cosmophorus och familjen bracksteklar. Inga underarter finns listade i Catalogue of Life.